# Sergentomyia sogdiana
Sergentomyia sogdiana är en tvåvingeart som först beskrevs av Aimé Georges Parrot 1928.  Sergentomyia sogdiana ingår i släktet Sergentomyia och familjen fjärilsmyggor. Inga underarter finns listade i Catalogue of Life.